# Austrocylindropuntia pachypus
Austrocylindropuntia pachypus  (лат.) — суккулентное растение; вид рода Аустроцилиндропунция семейства Кактусовые.

## Ботаническое описание
Растения в естественных условиях достигают до 1 м высоты, побеги диаметром от 3 до 8 см, бугорки уплощенные. Стебель цилиндрический, слабо разветвленный. Ареолы большие. Листочки до 4 мм длиной. Колючек 20—30, длиной от 0,5 см до 2 см, светлые, глохидии жёлтые.
Цветки ярко-красные или тёмно-оранжевые до 7 см длиной и 4,5 см в диаметре.
Плоды прочные. Семена почти шаровидные, 3,5 мм в диаметре.

## Распространение и среда обитания
Вид является эндемиком Перу. Растет в предгорьях Анд, в регионах Анкаш и Лима. Растения встречаются на высотах с 1350 по 2400 м над уровнем моря в регионах Анкаш, где северная граница проходит по долине реки Касма, и Лима, где северная граница проходит по долине реки Римак.
Численность популяций сокращается из-за растущей сельскохозяйственной деятельности и строительства в долинах, где растёт этот вид. 

## В культуре
Этот вид довольно редко встречается в культуре из-за своего медленного роста.
В период вегетации растения содержат на солнечном месте, под открытым небом, к влаге слабо восприимчивы. В период покоя содержат в сухом месте при температуре не менее 0 °C. Субстрат: глинисто-гравийный, слабо-кислый pH 4,5—6. Хорошо размножается черенками.